# Gümbet
Gümbet ist ein vom Tourismus geprägter Ort an der Südwestküste der Türkei im Landkreis Bodrum der Provinz Muğla. Ehemals ein kleines Dorf ist dieses heute ein Stadtbezirk der Kommunalverwaltung von Bodrum.

## Lage
Gümbet befindet sich auf der Südseite der Bodrum-Halbinsel zwischen dem Zentrum der Stadt Bodrum und der Gemeinde Bitez. Die Altstadt von Bodrum liegt etwa drei Kilometer entfernt im Nordosten des Ortes. Von dort führt eine Promenadenstraße entlang der Küste des Golfes von Gökova nach Gümbet. Vom Ortsstrand reicht der Blick zur vorgelagerten griechischen Insel Kos.

## Geschichte
Das Dorf Gümbet entwickelte sich mit dem Tourismus-Boom in den 1970er Jahren zum Vergnügungsviertel der Bodrum-Halbinsel. Die Bebauung des Ortes wuchs mit der Stadt Bodrum zusammen. Gümbet wurde Anziehungspunkt für junge Urlauber aus vielen Ländern. Neben den langen sandigen Stränden an der Ägäis bilden zahlreiche Bars und Discotheken die Grundlage der Tourismuswirtschaft des Ortes.

## Sehenswürdigkeiten
Von den alten Mühlen auf dem Hügel in Richtung Bodrum bietet sich ein guter Blick auf beide Seiten der Gümbet-Bucht. Das Unterwasser-Museum in der Burg Sankt Peter in Bodrum zeigt das Schiff von Uluburun, ein Wrack aus der Bronzezeit. Auch die Altstadt von Bodrum ist sehenswert. In Gümbet findet jeden Samstag ein Wochenmarkt statt.

## Verkehr
Der Ort ist straßenmäßig gut erschlossen. Von Bodrum verkehren Busse über die Landstraße nach Gümbet. Die Fahrt vom Busbahnhof von Bodrum dauert etwa 20 Minuten.